# Amblyeleotris fasciata
Amblyeleotris fasciata és una espècie de peix de la família dels gòbids i de l'ordre dels perciformes.

## Morfologia
Els mascles poden assolir els 8 cm de longitud total.

## Distribució geogràfica
Es troba des de l'Illa Christmas fins a Samoa, les Illes Ryukyu i el sud de la Gran Barrera de Corall.